# Везуль-Эст
Везу́ль-Эст (фр. Vesoul-Est) — кантон во Франции, находится в регионе Франш-Конте, департамент Верхняя Сона. Входит в состав округа Везуль.
Код INSEE кантона — 7026.

## Население
Население кантона на 2010 год составляло 15 540 человек.
| 1962 | 1968 | 1975 | 1982 | 1990 | 1999 | 2010   |
| ---- | ---- | ---- | ---- | ---- | ---- | ------ |
| -    | -    | -    | -    | -    | -    | 15 540 |

## Коммуны кантона
Всего в кантон входят 13 коммун, из них главной является Везуль.
| Коммуна                     | Население, чел. (2010) | Почтовый индекс | Код INSEE |
| --------------------------- | ---------------------- | --------------- | --------- |
| Варонь                      | 137                    | 70240           | 70522     |
| Везуль                      | 15 761                 | 70000           | 70550     |
| Вельфри                     | 134                    | 70240           | 70534     |
| Вилори                      | 86                     | 70240           | 70569     |
| Вильпаруа                   | 211                    | 70000           | 70559     |
| Кенсе                       | 1272                   | 70000           | 70433     |
| Коломбье                    | 419                    | 70000           | 70163     |
| Комбержон                   | 173                    | 70000           | 70166     |
| Кульвон                     | 193                    | 70000           | 70179     |
| Ла-Вильнёв-Бельнуа-э-ла-Мез | 127                    | 70240           | 70558     |
| Монсе                       | 223                    | 70000           | 70358     |
| Навен                       | 1751                   | 70000           | 70378     |
| Фроте-ле-Везуль             | 1380                   | 70000           | 70261     |